# 東方町 (横浜市)
東方町（ひがしがたちょう）は、神奈川県横浜市都筑区の地名。「丁目」の設定のない単独町名である。住居表示未実施区域。

## 地理
中・北部の丘陵地帯は農地が多い。南部は緑産業道路沿いの工場地帯で、山崎製パン横浜第二工場などがある。東に折本町、南に川向町、西に池辺町、北西に平台、北東に桜並木と接している。

### 小字
| - 渇水沼（かつすいぬま） - 道上（みちうえ） - 前耕地（まえこうち） - 表（おもて） - 平台（ひらだい） - 四ツ谷（よつや） - 鬼塚（おにづか） - 八幡森（はちまんもり） - 池下（いけした） - 天神前（てんじんまえ） - 東根（ひがしね） - 五反（ごたん） - 堀込（ほりごめ） - 中村（なかむら） - 供養塚（くようづか） | - 原村（はらむら） - 向方（むこうかた） - 篠山下（しのやました） - 狢久保（むじなくぼ） - 向原（むこうはら） - 石原（いしはら） - 上沢谷（かみさわやと） - 星谷台（ほしがやだい） - 甚九郎谷（じんくろうやと） - 地神山（じしんやま） - 新道下（しんどうした） - 長坂（ながさか） - 星谷沢（ほしがやさわ） - 葛ケ谷（くずがやと） - たたら沢（たたらさわ） |

## 歴史

### 沿革
かつて横浜市に編入する前のこの場所は、都筑郡川和町大字東方であった。
- 1939年（昭和14年）4月1日 - 横浜市に編入。横浜市港北区東方町となる[6]。
- 1947年（昭和22年）3月12日 - 耕地整理に伴い、東方町・大熊町の各一部を折本町へ編入[7]。
- 1956年（昭和31年）8月17日 - 土地改良事業に伴い、東方町の一部を池辺町へ編入[8]。
- 1969年（昭和44年）10月1日 - 行政区再編成に伴い、緑区を新設。横浜市緑区東方町となる。
- 1984年（昭和59年）11月5日 - 住居表示の実施に伴い、池辺町、東方町の各一部から平台を新設[9]。
- 1987年（昭和62年）5月6日 - 東方町の一部を港北区へ編入。一部の区域は横浜市港北区東方町となる。また、住居表示の実施に伴い、港北区東方町の一部から茅ケ崎南三丁目、茅ケ崎南四丁目、茅ケ崎南五丁目を新設[10]。
- 1988年（昭和63年）12月24日 - 土地改良事業に伴い、東方町と折本町の境界を変更する[11]。
- 1989年（平成元年）2月27日 - 住居表示の実施に伴い、東方町と折本町の一部から桜並木を新設[11]。
- 1990年（平成2年）7月9日 -  住居表示の実施に伴い、緑区東方町の一部を仲町台五丁目へ編入[12]。
- 1991年（平成3年）11月11日 - 住居表示の実施に伴い、緑区東方町の一部を長坂へ編入[9]。住居表示の実施に伴い、港北区東方町の一部を茅ケ崎南二丁目へ編入[13]。
- 1992年（平成4年）11月21日 - 土地改良事業に伴い、緑区東方町の一部を池辺町へ編入[14]。
- 1994年（平成6年）11月6日 - 行政区再編成に伴い、都筑区を新設。緑区の区域は横浜市都筑区東方町となる。併せて住居表示実施に伴い、港北区東方町の一部を茅ケ崎南二丁目へ編入し、港北区東方町は廃止となる[15]。

## 世帯数と人口
2025年（令和7年）6月30日現在（横浜市発表）の世帯数と人口は以下の通りである。
| 町丁   | 世帯数    | 人口    |
| ------ | --------- | ------- |
| 東方町 | 1,026世帯 | 2,145人 |

### 人口の変遷
国勢調査による人口の推移。
| 年                 | 人口  |
| ------------------ | ----- |
| 1995年（平成7年）  | 2,242 |
| 2000年（平成12年） | 2,158 |
| 2005年（平成17年） | 2,185 |
| 2010年（平成22年） | 2,270 |
| 2015年（平成27年） | 2,112 |
| 2020年（令和2年）  | 2,146 |

### 世帯数の変遷
国勢調査による世帯数の推移。
| 年                 | 世帯数 |
| ------------------ | ------ |
| 1995年（平成7年）  | 734    |
| 2000年（平成12年） | 775    |
| 2005年（平成17年） | 865    |
| 2010年（平成22年） | 898    |
| 2015年（平成27年） | 892    |
| 2020年（令和2年）  | 960    |

## 学区
市立小・中学校に通う場合、学区は以下の通りとなる（2024年11月時点）。
| 番・番地等 | 小学校             | 中学校             |
| ---------- | ------------------ | ------------------ |
| 全域       | 横浜市立都田小学校 | 横浜市立都田中学校 |

## 事業所
2021年（令和3年）現在の経済センサス調査による事業所数と従業員数は以下の通りである。
| 町丁   | 事業所数  | 従業員数 |
| ------ | --------- | -------- |
| 東方町 | 173事業所 | 3,444人  |

### 事業者数の変遷
経済センサスによる事業所数の推移。
| 年                 | 事業者数 |
| ------------------ | -------- |
| 2016年（平成28年） | 165      |
| 2021年（令和3年）  | 173      |

### 従業員数の変遷
経済センサスによる従業員数の推移。
| 年                 | 従業員数 |
| ------------------ | -------- |
| 2016年（平成28年） | 3,464    |
| 2021年（令和3年）  | 3,444    |

## 交通

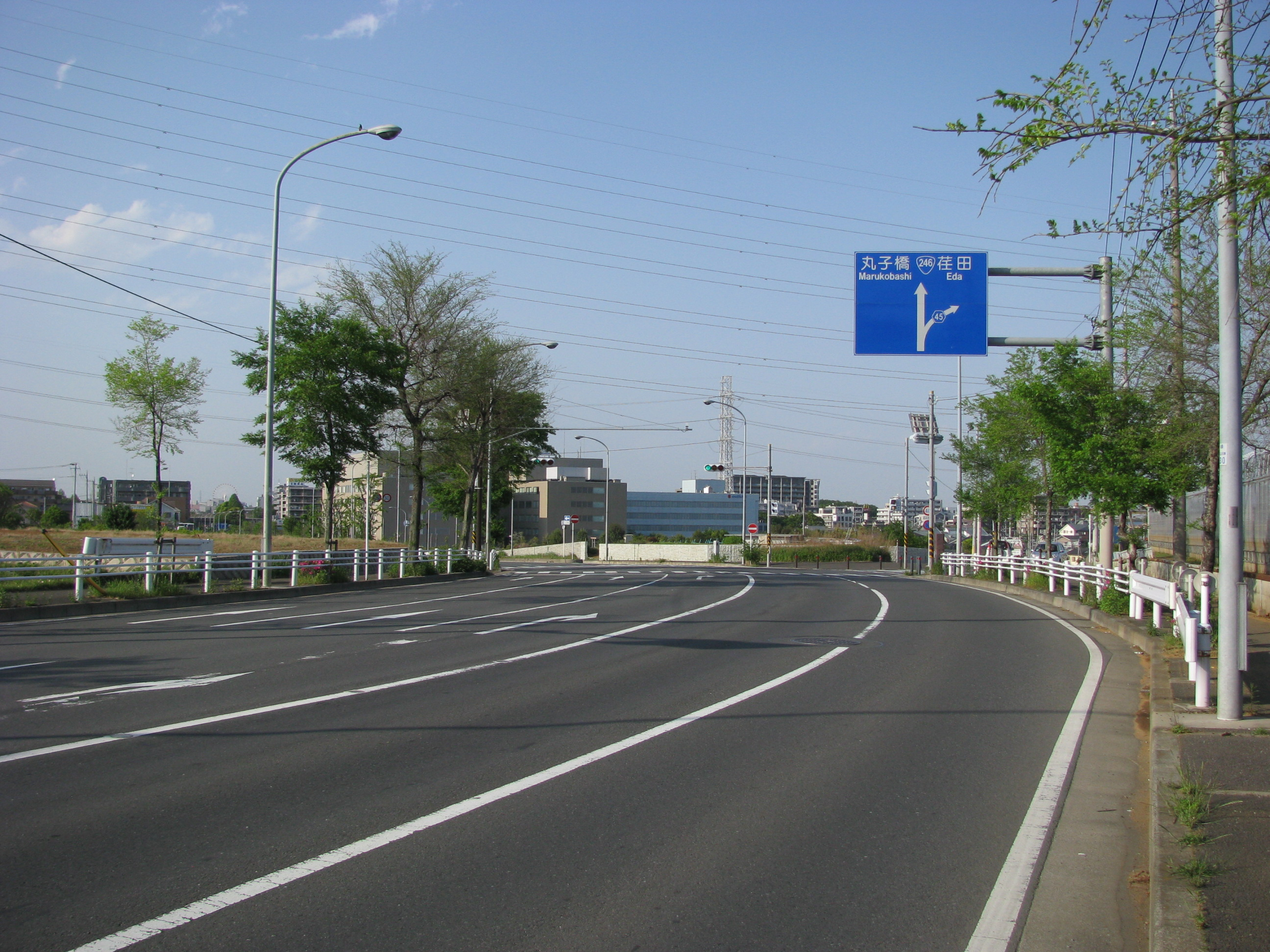
東方町北部の中原街道

- 神奈川県道45号丸子中山茅ヶ崎線（中原街道）
- 首都高速神奈川7号横浜北西線横浜北西トンネル

## 施設

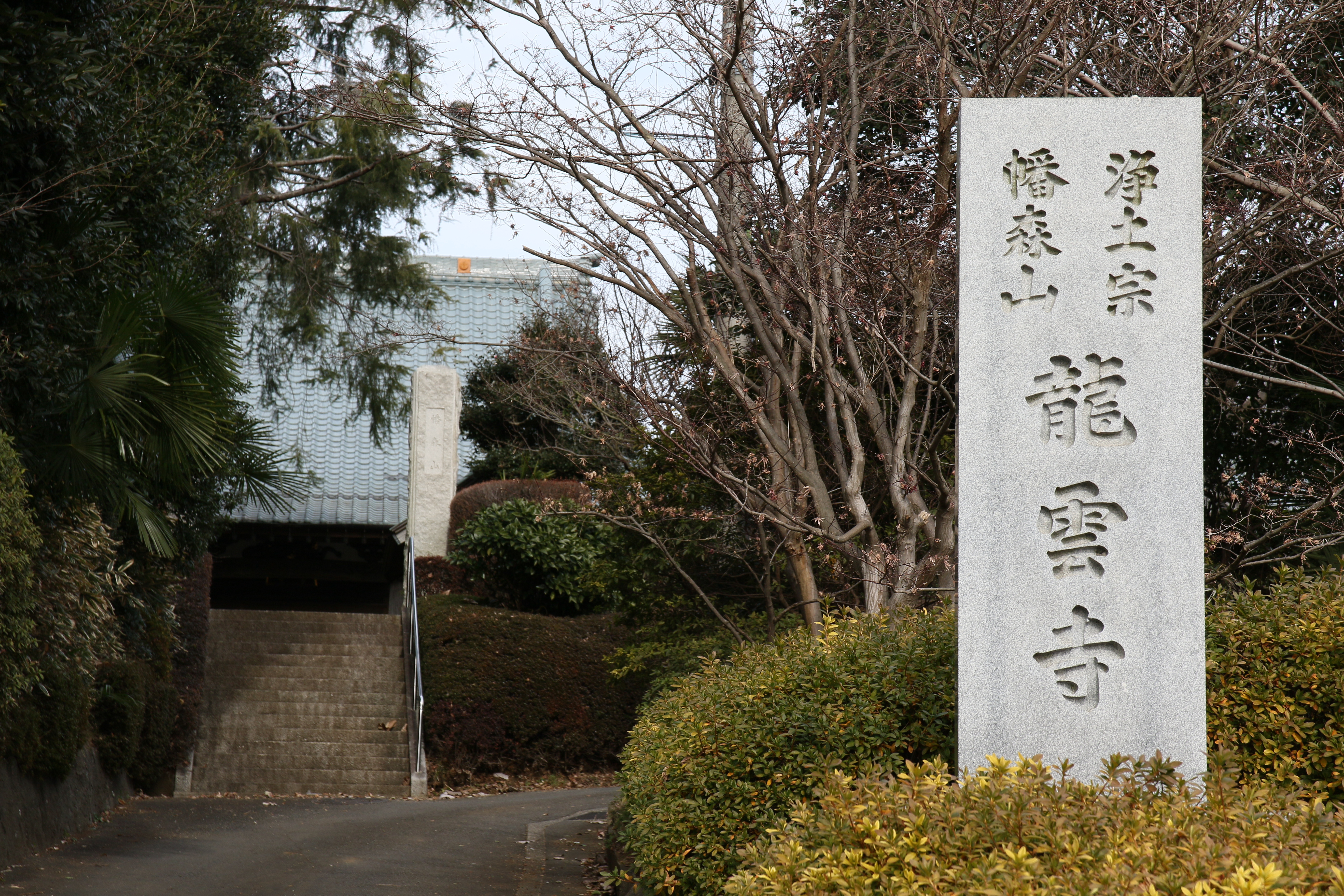
龍雲寺

- 東方公園
- 山崎製パン 横浜第二工場
- 日本通運 横浜港北物流センター[25]
- 龍雲寺

## その他

### 日本郵便
- 郵便番号 : 224-0045[3]（集配局：都筑郵便局[26]）

### 警察
町内の警察の管轄区域は以下の通りである。
| 番・番地等 | 警察署     | 交番・駐在所 |
| ---------- | ---------- | ------------ |
| 全域       | 都筑警察署 | 折本交番     |